# Umberto Improta
Umberto Improta (Napoli, 13 agosto 1932 – Roma, 28 gennaio 2002) è stato un funzionario e prefetto italiano.
Fu responsabile dell'ufficio politico della questura di Roma nei primi anni '70, poi passò all'UCIGOS, quindi fu questore a Milano. Ebbe l'incarico di prefetto di Napoli, sua città natale e infine, già in pensione, fu nominato commissario straordinario durante la gestione dell'emergenza dei rifiuti in Campania.

## Biografia
Fu protagonista di molte inchieste di punta: fu Improta, ad esempio, a condurre le indagini che portarono alla scoperta del covo in cui le Brigate Rosse tenevano nascosto il generale statunitense James Lee Dozier, rapito a Verona il 17 dicembre 1981 e liberato il 28 gennaio 1982, al culmine delle indagini, con un'incursione di elementi del Nucleo operativo centrale di sicurezza.

### Accuse alla sua squadra
Era a capo della squadra detta "Ave Maria" che si occupava di interrogare, talvolta anche con metodi brutali, i detenuti per terrorismo politico: in essa vi erano anche, come funzionari e dirigenti delle squadre di poliziotti, Salvatore Genova, Oscar Fioriolli, Luciano De Gregori, e Nicola Ciocia (futuro questore e membro dell'UCIGOS, presente al ritrovamento del corpo di Aldo Moro, e soprannominato da Improta "professor De Tormentis"). I giornalisti che raccolsero testimonianze di torture (come Pier Vittorio Buffa), furono brevemente arrestati con accuse di calunnia.
Genova, pentito di quegli atti (nel frattempo caduti in prescrizione), ha rilasciato numerose dichiarazioni confermando le accuse degli stessi brigatisti e riferendo di uso massiccio di waterboarding e tortura dell'acqua (cosiddetto metodo dell'"acqua e sale") contro brigatisti in prigioni clandestine (come villette di proprietà di agenti), ma anche di violenze sessuali contro brigatiste e compagne di presunti terroristi, pestaggi e abusi psicologici contro militanti e sospetti fiancheggiatori arrestati, oltre alle normali tecniche di interrogatorio. Queste pratiche sarebbero state autorizzate (specie per il sequestro Dozier, dove sarebbe stata la tortura inflitta a Elisabetta Arcangeli a portare il suo compagno, il brigatista Ruggero Volinia, a rivelare l'ubicazione del covo) direttamente dal ministro Virginio Rognoni, ma sarebbero proseguite anche dopo la liberazione del generale, a scopo punitivo e repressivo. Questi atti furono denunciati anche nelle testimonianze di diversi brigatisti e sospetti fiancheggiatori, tra cui Enrico Triaca (detto il "tipografo" delle BR), i citati Volinia e Arcangeli, Paola Maturi, Emanuela Frascella, Nazareno Mantovani.
La deputata radicale Rita Bernardini presentò un'interrogazione parlamentare nel 2012, per fare chiarezza sui metodi usati dalle squadre speciali di polizia negli anni di piombo e sull'assenza del reato di tortura nell'ordinamento italiano (reato recepito poi nel 2017).

### Incarichi successivi
Già in pensione, Improta fu nominato commissario straordinario per la crisi dei rifiuti in Campania: rimase in carica dall'11 febbraio 1994 al mese di marzo 1996. Morì nel 2002 e al suo funerale presenziò anche il generale Dozier.